# Killepitsch

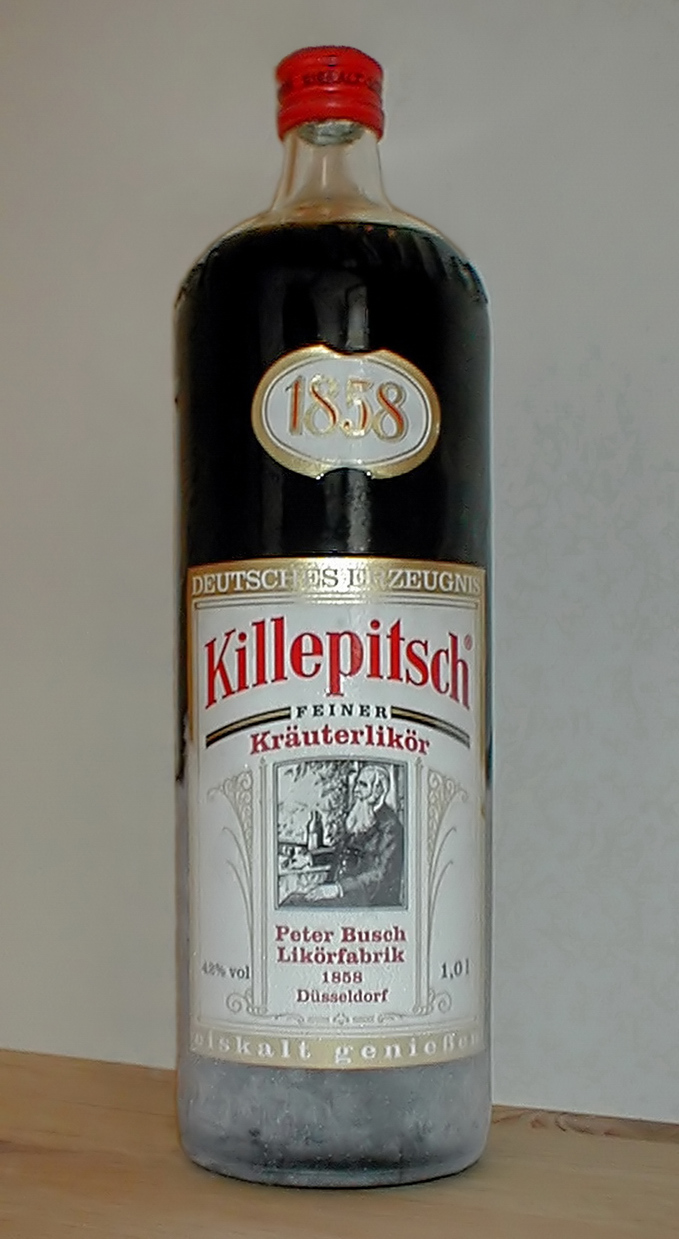
Eine Flasche Killepitsch

Killepitsch ist ein Kräuterlikör der Likörfabrik Peter Busch GmbH & Co. KG aus Düsseldorf.
1955 eröffnete die Wein- und Likörprobierstube „Et Kabüffke“ im Haus „Zum Helm“ in der Flinger Straße 1 gegenüber der Traditionsgaststätte Uerige in der Düsseldorfer Altstadt. Bei der Eröffnung wurde erstmals der Killepitsch angeboten. Heute wird er in ganz Deutschland vertrieben und in über 40 Länder exportiert.
Die Rezeptur mit 42 % Alkohol ist nach Angaben des Herstellers ein noch heute gehütetes Familiengeheimnis. Verwendet werden demnach 98 verschiedene Essenzen aus Kräutern, Beeren und Früchten aus aller Welt. Nach dem Mischen der Extrakte lagert der sogenannte Premix noch mehrere Monate in temperierten Edelstahltanks. Anschließend wird er durch Zugabe von Alkohol, Wasser, Zucker und Karamell zum fertigen Likör verarbeitet. Killepitsch ist dunkel und geschmacklich bitter-süß, wobei der süße Eindruck überwiegt.

## Geschichte

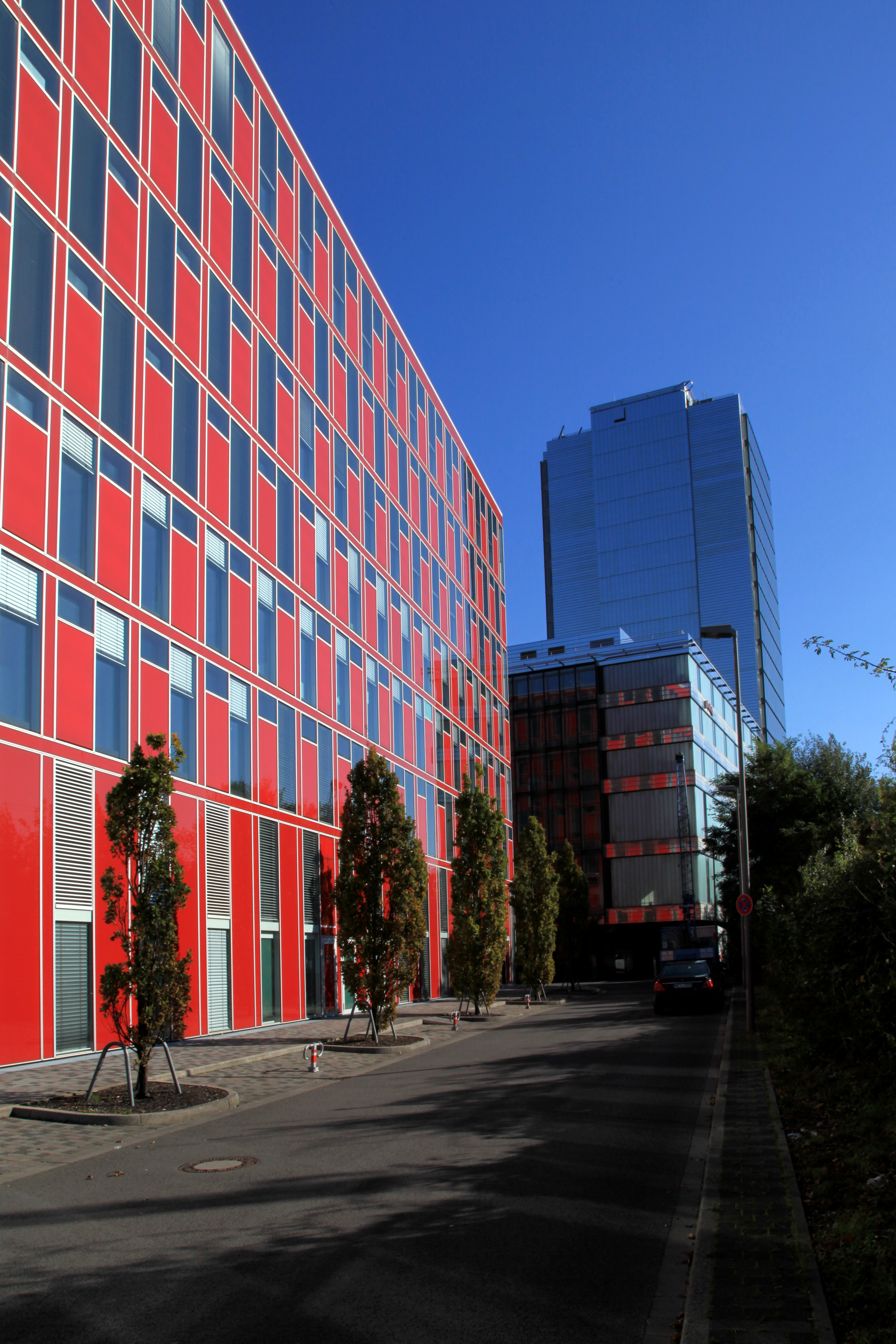
Killepitschfabrik

Nach Überlieferung in der Familie entstand der Name im Zweiten Weltkrieg in einem Luftschutzbunker, im Gespräch zwischen Hans Müller-Schlösser, dem Schöpfer von „Schneider Wibbel“, und Willi Busch, bei dem Busch gesagt haben soll:
Ech sach dech bloß ens Hans, koome meer he heil erus, dat se ons nit kille, dann brau ech dech ö Schabäuke, do kannste de Zong noh lecke, dann dommer eene pitsche on dä kannste dann von mech us Killepitsch nenne!
Dieser Name wurde 1955 bei der Eröffnung der Kneipe „Et Kabüffke“ für den heute noch bekannten Likör genutzt und wird dort aus einem kleinen Fenster heraus ausgeschenkt. Die beiden Bronzetafeln unter der Arkade mit der Geschichte des Unternehmens wurden in der Werkstatt des Kunstgießers Rolf Kayser geschaffen und im Juni 2024 angebracht.
Killepitsch wird seit 2005 in der neuen gläsernen Fabrik im Düsseldorfer Medienhafen produziert. Die alte Produktionsstätte in der Düsseldorfer Altstadt war zu klein geworden, um der stetig wachsenden Nachfrage standzuhalten. Peter Busch (vierte Generation) konzipierte die moderne Fertigungsstätte in Eigenregie. In einem 27 m hohen kubischen Fabrikationsgebäude mit insgesamt 5.500 m² Fläche wird heute die hochprozentige Spezialität hergestellt.
Im Jahr 2018 tritt Katharina Busch neben ihrem Vater Peter Busch in die Geschäftsführung ein und setzt in fünfter Generation die Familientradition fort. Gemeinsam wurden im selben Jahr die Rezepte für Applepitsch, GIN Pitsch und Vodkapitsch entwickelt und umgesetzt.

„Et Kabüffke“, Haus Goldener Helm
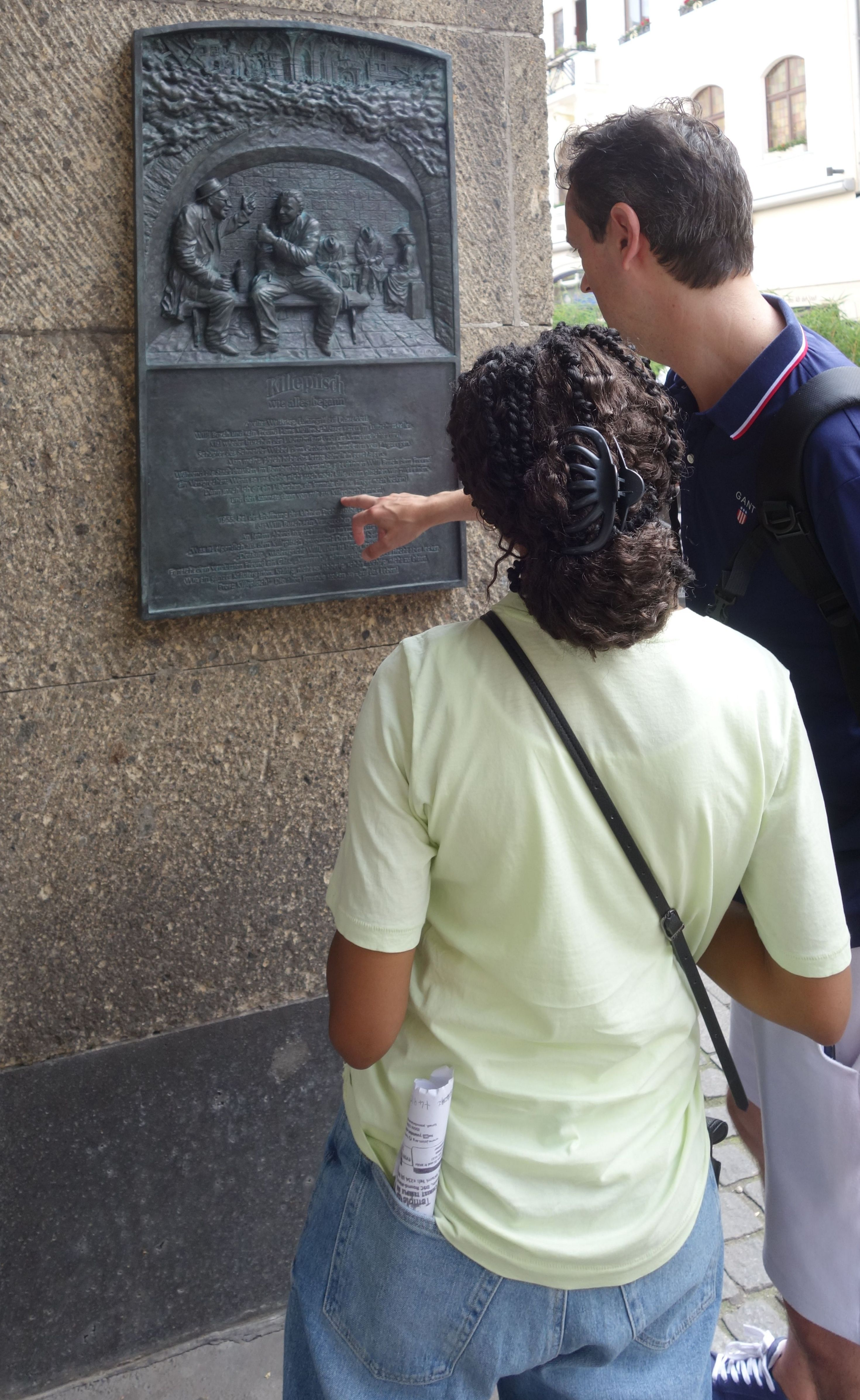
Zwei Tafeln
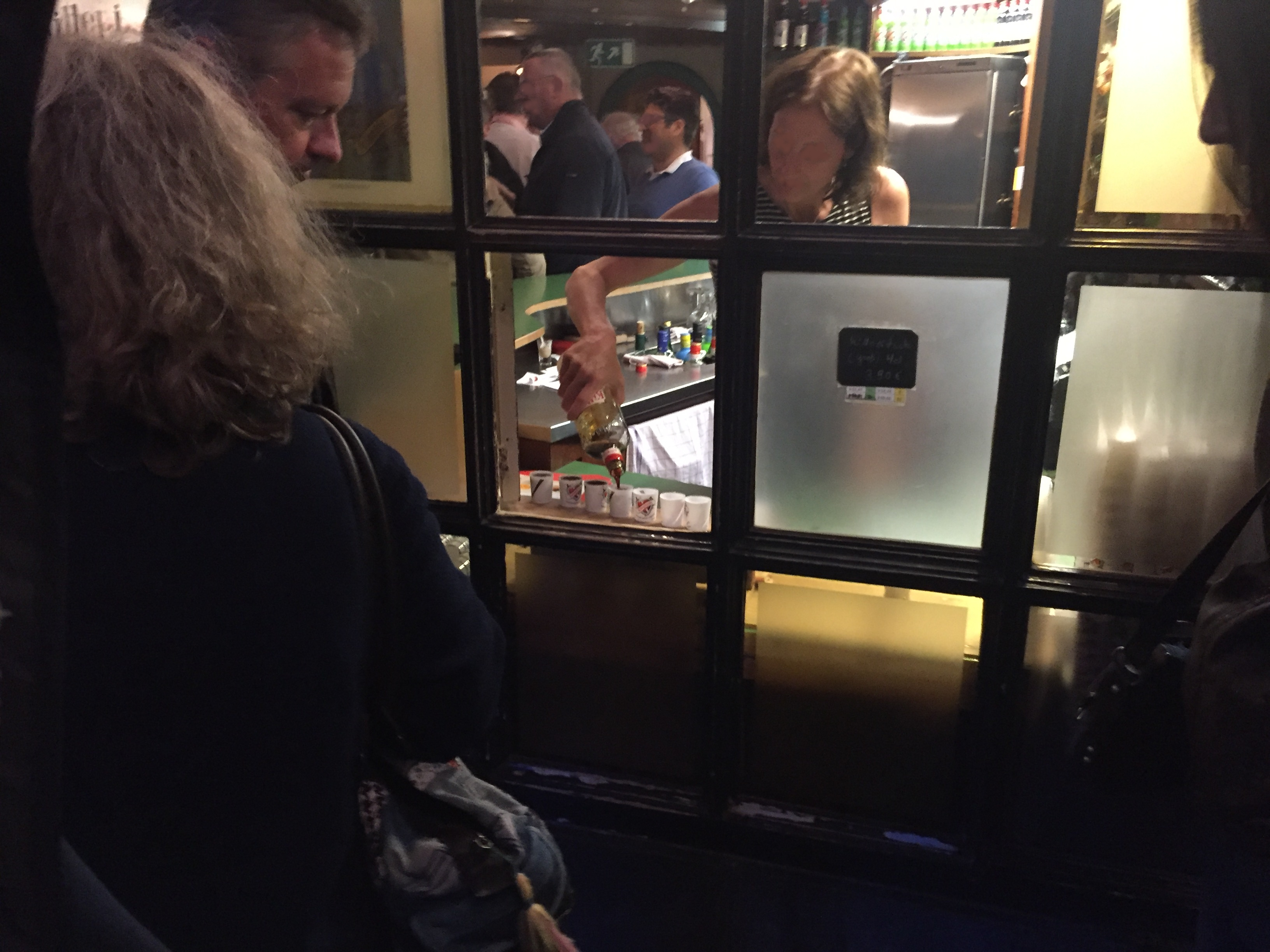
Fensterverkauf
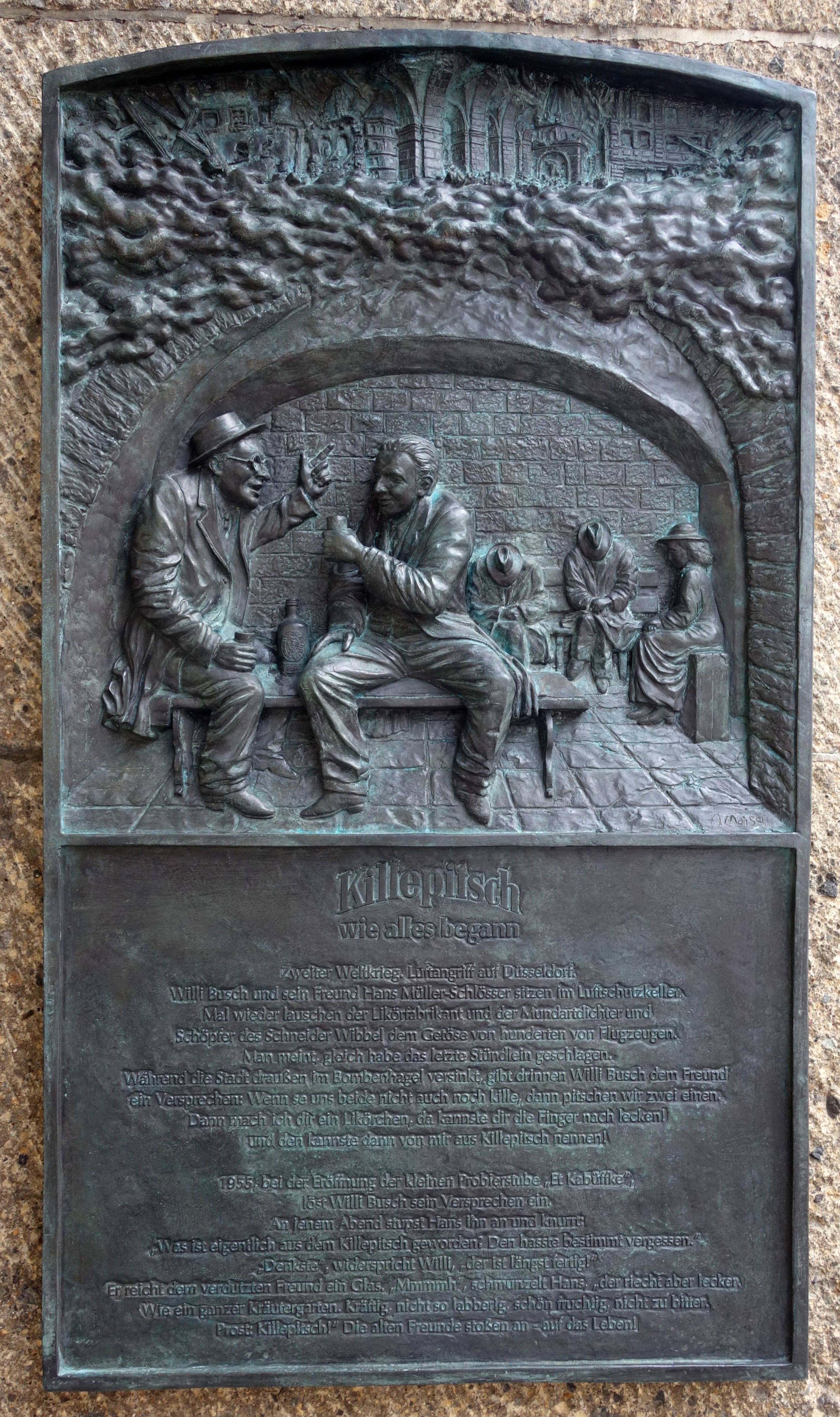
seit 2024

## Trivia
Killepitsch ist der Titel des Songs, mit dem die Rapper Blumio und JayJay im Jahre 2012 eine Tour durch die Düsseldorfer Altstadt besangen.